# Manushaque Taku
Manushaque Taku (ur. w 1964) – albańska lekkoatletka, biegaczka długodystansowa.

## Rekordy życiowe
- Bieg maratoński – 3:31:51 (1991) były rekord Albanii[2][3].